# Alison Seebohm
Alison Seebohm (Luton, 5 maggio 1939 – Taunton, 22 febbraio 2015) è stata un'attrice britannica.

## Biografia
Tra i suoi ruoli si ricordano quello di Eva nel film Assassinio sul palcoscenico (1964).

## Filmografia parziale

### Cinema
- Il servo (The Servant), regia di Joseph Losey (1963)
- Tutti per uno ( (A Hard Day's Night), regia di Richard Lester (1964)
- Assassinio sul palcoscenico (Murder Most Foul), regia di George Pollock 1964
- Poirot e il caso Amanda (The Alphabet Murders), regia di Frank Tashlin (1965)

### Televisione
- The Six Proud Walkers – serie TV, episodio 1x05 (1962)
- ITV Play of the Week – serie TV, episodio 8x38 (1963)
- Agente speciale (The Avengers) – serie TV, episodio 3x21 (1964)
- Wednesday Play – serie TV, episodio 1x03 (1964)
- Gioco pericoloso (Danger Man) – serie TV episodio 1x21 (1965)
- The Marriage Lines – serie TV, episodio 3x05 (1965)
- Night Train to Surbiton – serie TV, episodio 1x01 (1965)
- Six – serie TV, episodio 1x05 (1965)